# Skiathlon
Le skiathlon est une épreuve de ski de fond, anciennement appelée duathlon ou double-poursuite.

## Historique
Cette épreuve est l'héritière de la poursuite et combine le style classique au style libre. Originellement, la poursuite se composait d'une course en technique classique en contre-la-montre, puis d'une deuxième course courue l'après-midi ou le lendemain, en style libre, avec départ par handicap déterminé selon le résultat de la première course. Depuis les Championnats du monde de ski nordique 2003 à Val di Fiemme, cette épreuve se déroule désormais sous le format d'une course unique, où les coureurs changent de skis et de bâtons au milieu de la course, à la manière du triathlon.

## Distances
Aux Jeux olympiques et aux championnats du monde de ski nordique, les hommes ont deux fois 15 km à parcourir, les femmes ont deux fois 7,5 km à parcourir.
En Coupe du monde de ski de fond, les hommes ont deux fois 10 kilomètres à parcourir, les femmes ont deux fois 5 kilomètres à parcourir.